# Stekelleguanen
Stekelleguanen (Sceloporus) zijn een geslacht van hagedissen uit de familie Phrynosomatidae.

## Naam en indeling
De wetenschappelijke naam van de groep werd voor het eerst voorgesteld door Arend Friedrich August Wiegmann in 1828. Er zijn 108 soorten, inclusief de pas in 2018 beschreven soorten Sceloporus esperanzae en Sceloporus hondurensis. In veel literatuur wordt hierdoor een lager soortenaantal vermeld.

## Uiterlijke kenmerken
De soorten blijven relatief klein en bereiken een totale lichaamslengte inclusief staart van nog geen 35 centimeter. De staart is bij sommige soorten vrij kort en ongeveer net zolang als het lichaam, bij andere soorten kan de staart ongeveer 70% van de lichaamslengte bedragen. De meeste soorten hebben een bruine tot bruingrijze kleur met lichtere strepen en vlekken. De soort Sceloporus malachiticus echter heeft een groene lichaamskleur.
De schubben aan de bovenzijde van het lichaam overlappen elkaar en zijn vaak gekield. Stekels op de rug en kop ontbreken.

## Verspreiding en habitat
Alle soorten komen voor in delen van zuidelijk Noord-Amerika; in Mexico en de Verenigde Staten. Daarnaast zijn veel soorten aangetroffen in delen van Midden-Amerika in de landen Antigua en Barbuda, Costa Rica, El Salvador, Guatemala, Honduras, Nicaragua en Panama.
De habitat bestaat uit droge tropische en subtropische bossen, rotsige drogere omgevingen en scrubland. De verschillende soorten staan bekend als bodembewoners en leven in groepjes.

## Beschermingsstatus
Door de internationale natuurbeschermingsorganisatie IUCN is aan 85 soorten een beschermingsstatus toegewezen. Zeventig soorten worden gezien als 'veilig' (Least Concern of LC), vier soorten als 'kwetsbaar' (Vulnerable of VU) en twee als 'gevoelig' (Near Threatened of NT). Vijf soorten worden beschouwd als 'onzeker' (Data Deficient of DD), drie als 'bedreigd' (Endangered of EN). De soort Sceloporus exsul ten slotte staat te boek als 'ernstig bedreigd' (Critically Endangered of CR).

## Soorten
Het geslacht omvat de volgende soorten, met de auteur en het verspreidingsgebied.
| Naam                                             | Auteur                                 | Verspreidingsgebied                                                       |
| ------------------------------------------------ | -------------------------------------- | ------------------------------------------------------------------------- |
| Sceloporus acanthinus                            | Bocourt, 1873                          | El Salvador, Guatemala, Mexico                                            |
| Sceloporus adleri                                | Smith & Savitzky, 1974                 | Mexico                                                                    |
| Sceloporus aeneus                                | Wiegmann, 1828                         | Mexico                                                                    |
| Sceloporus albiventris                           | Smith, 1939                            | Mexico                                                                    |
| Sceloporus anahuacus                             | Lara-Góngora, 1983                     | Mexico                                                                    |
| Sceloporus angustus                              | Dickerson, 1919                        | Mexico                                                                    |
| Sceloporus arenicolus                            | Degenhardt & Jones, 1972               | Verenigde Staten                                                          |
| Sceloporus asper                                 | Boulenger, 1897                        | Mexico                                                                    |
| Sceloporus aurantius                             | Grummer & Bryson, 2014                 | Mexico                                                                    |
| Sceloporus aureolus                              | Smith, 1942                            | Mexico                                                                    |
| Sceloporus becki                                 | Van Denburgh, 1905                     | Mexico                                                                    |
| Sceloporus bicanthalis                           | Smith, 1937                            | Mexico                                                                    |
| Sceloporus bimaculosus                           | Phelan & Brattstrom, 1955              | Mexico, Verenigde Staten                                                  |
| Sceloporus brownorum                             | Phelan & Brattstrom, 1955              | Mexico                                                                    |
| Sceloporus bulleri                               | Boulenger, 1894                        | Mexico                                                                    |
| Sceloporus caeruleus                             | Smith, 1936                            | Mexico                                                                    |
| Sceloporus carinatus                             | Smith, 1936                            | Mexico, Guatemala                                                         |
| Sceloporus cautus                                | Smith, 1938                            | Mexico                                                                    |
| Sceloporus chaneyi                               | Liner & Dixon, 1992                    | Mexico                                                                    |
| Sceloporus chrysostictus                         | Cope, 1866                             | Mexico, Belize                                                            |
| Sceloporus clarkii                               | Baird & Girard, 1852                   | Mexico, Verenigde Staten                                                  |
| Sceloporus consobrinus                           | Baird & Girard, 1853                   | Mexico, Verenigde Staten                                                  |
| Sceloporus couchii                               | Baird, 1859                            | Mexico                                                                    |
| Sceloporus cowlesi                               | Lowe & Norris, 1956                    | Mexico, Verenigde Staten                                                  |
| Sceloporus cozumelae                             | Jones, 1927                            | Mexico                                                                    |
| Sceloporus cryptus                               | Smith & Lynch, 1967                    | Mexico                                                                    |
| Sceloporus cupreus                               | Bocourt, 1873                          | Mexico                                                                    |
| Sceloporus cyanogenys                            | Cope, 1885                             | Mexico, Verenigde Staten                                                  |
| Sceloporus cyanostictus                          | Axtell & Axtell, 1971                  | Mexico                                                                    |
| Sceloporus druckercolini                         | Perez Ramos & de la Riva, 2008         | Mexico                                                                    |
| Sceloporus dugesii                               | Bocourt, 1873                          | Mexico                                                                    |
| Sceloporus edbelli                               | Smith, Chiszar & Lemos-Espinal, 1995   | Mexico                                                                    |
| Sceloporus edwardtaylori                         | Smith, 1936                            | Mexico                                                                    |
| Sceloporus esperanzae                            | McCranie, 2018                         | Honduras                                                                  |
| Sceloporus exsul                                 | Dixon, Ketchersid & Lieb, 1972         | Mexico                                                                    |
| Sceloporus formosus                              | Wiegmann, 1834                         | Mexico                                                                    |
| Sceloporus gadoviae                              | Boulenger, 1905                        | Mexico                                                                    |
| Sceloporus gadsdeni                              | Castañeda-Gaytán & Díaz-Cárdenas, 2017 | Mexico                                                                    |
| Sceloporus goldmani                              | Smith, 1937                            | Mexico                                                                    |
| Sceloporus graciosus                             | Baird & Girard, 1852                   | Mexico, Verenigde Staten                                                  |
| Sceloporus grammicus                             | Wiegmann, 1828                         | Mexico, Verenigde Staten                                                  |
| Sceloporus grandaevus                            | Dickerson, 1919                        | Mexico                                                                    |
| Sceloporus halli                                 | Danmann & Smith, 1974                  | Mexico                                                                    |
| Sceloporus heterolepis                           | Boulenger, 1894                        | Mexico                                                                    |
| Sceloporus hondurensis                           | McCranie, 2018                         | Honduras                                                                  |
| Sceloporus horridus                              | Wiegmann, 1834                         | Mexico                                                                    |
| Sceloporus hunsakeri                             | Hall & Smith, 1979                     | Mexico                                                                    |
| Sceloporus insignis                              | Webb, 1967                             | Mexico                                                                    |
| Sceloporus internasalis                          | Smith & Bumzahem, 1955                 | Mexico, Guatemala                                                         |
| Sceloporus jalapae                               | Günther, 1890                          | Mexico                                                                    |
| Sceloporus jarrovii                              | Cope, 1875                             | Mexico, Verenigde Staten                                                  |
| Sceloporus lemosespinali                         | Lara-Góngora, 2004                     | Mexico                                                                    |
| Sceloporus licki                                 | Van Denburgh, 1895                     | Mexico                                                                    |
| Sceloporus lineatulus                            | Dickerson, 1919                        | Mexico                                                                    |
| Sceloporus lunae                                 | Bocourt, 1873                          | Guatemala                                                                 |
| Sceloporus lundelli                              | Smith, 1939                            | Belize, Mexico                                                            |
| Sceloporus macdougalli                           | Smith & Bumzahem, 1953                 | Mexico                                                                    |
| Sceloporus maculosus                             | Smith, 1934                            | Mexico                                                                    |
| Sceloporus magister                              | Hallowell, 1854                        | Mexico, Verenigde Staten                                                  |
| Sceloporus malachiticus                          | Cope, 1864                             | Antigua en Barbuda, Costa Rica, El Salvador, Guatemala, Nicaragua, Panama |
| Sceloporus marmoratus                            | Hallowell, 1852                        | Mexico, Verenigde Staten                                                  |
| Sceloporus megalepidurus                         | Smith, 1934                            | Mexico,                                                                   |
| Sceloporus melanorhinus                          | Bocourt, 1876                          | Mexico, Guatemala                                                         |
| Sceloporus merriami                              | Stejneger, 1904                        | Mexico, Verenigde Staten                                                  |
| Sceloporus minor                                 | Cope, 1885                             | Mexico                                                                    |
| Sceloporus mucronatus                            | Cope, 1885                             | Mexico                                                                    |
| Sceloporus nelsoni                               | Cochran, 1923                          | Mexico                                                                    |
| Sceloporus oberon                                | Smith & Brown, 1941                    | Mexico                                                                    |
| Westelijke haagleguaan (Sceloporus occidentalis) | Baird & Girard, 1852                   | Mexico, Verenigde Staten                                                  |
| Sceloporus ochoterenae                           | Smith, 1934                            | Mexico                                                                    |
| Sceloporus olivaceus                             | Smith, 1934                            | Mexico, Verenigde Staten                                                  |
| Sceloporus olloporus                             | Smith, 1937                            | Costa Rica, Guatemala, Honduras, Nicaragua,                               |
| Sceloporus omiltemanus                           | Günther, 1890                          | Mexico                                                                    |
| Sceloporus orcutti                               | Stejneger, 1893                        | Mexico, Verenigde Staten                                                  |
| Sceloporus ornatus                               | Baird, 1859                            | Mexico, Verenigde Staten                                                  |
| Sceloporus palaciosi                             | Lara-Góngora, 1983                     | Mexico                                                                    |
| Sceloporus parvus                                | Smith, 1934                            | Mexico                                                                    |
| Sceloporus poinsettii                            | Baird & Girard, 1852                   | Mexico, Verenigde Staten                                                  |
| Sceloporus pyrocephalus                          | Cope, 1864                             | Mexico                                                                    |
| Sceloporus salvini                               | Günther, 1890                          | Mexico                                                                    |
| Sceloporus samcolemani                           | Smith & Hall, 1974                     | Mexico                                                                    |
| Sceloporus scalaris                              | Wiegmann, 1828                         | Mexico                                                                    |
| Sceloporus schmidti                              | Jones, 1927                            | Honduras                                                                  |
| Sceloporus scitulus                              | Smith, 1942                            | Mexico                                                                    |
| Sceloporus serrifer                              | Cope, 1866                             | Belize, Guatemala, Mexico, Verenigde Staten                               |
| Sceloporus shannonorum                           | Langebartel, 1959                      | Mexico                                                                    |
| Sceloporus siniferus                             | Cope, 1870                             | Guatemala, Mexico                                                         |
| Sceloporus slevini                               | Smith, 1937                            | Mexico, Verenigde Staten                                                  |
| Sceloporus smaragdinus                           | Bocourt, 1873                          | Guatemala, Mexico                                                         |
| Sceloporus smithi                                | Hartweg & Oliver, 1937                 | Mexico                                                                    |
| Sceloporus spinosus                              | Wiegmann, 1828                         | Mexico                                                                    |
| Sceloporus squamosus                             | Bocourt, 1874                          | Guatemala, Costa Rica, Honduras, El Salvador, Mexico, Nicaragua           |
| Sceloporus stejnegeri                            | Smith, 1942                            | Mexico                                                                    |
| Sceloporus subpictus                             | Lynch & Smith, 1965                    | Mexico                                                                    |
| Sceloporus sugillatus                            | Smith, 1942                            | Mexico                                                                    |
| Sceloporus taeniocnemis                          | Cope, 1885                             | Guatemala, Mexico                                                         |
| Sceloporus tanneri                               | Smith & Larsen, 1975                   | Mexico                                                                    |
| Sceloporus teapensis                             | Günther, 1890                          | Mexico                                                                    |
| Sceloporus torquatus                             | Wiegmann, 1828                         | Mexico                                                                    |
| Sceloporus tristichus                            | Cope, 1875                             | Verenigde Staten                                                          |
| Haagleguaan (Sceloporus undulatus)               | Bosc & Daudin, 1801                    | Canada, Mexico, Verenigde Staten                                          |
| Sceloporus unicanthalis                          | Smith, 1837                            | Mexico                                                                    |
| Sceloporus uniformis                             | Phelan & Brattstrom, 1955              | Verenigde Staten                                                          |
| Sceloporus utiformis                             | Cope, 1864                             | Mexico                                                                    |
| Sceloporus variabilis                            | Wiegmann, 1834                         | Mexico                                                                    |
| Sceloporus virgatus                              | Smith, 1938                            | Mexico, Verenigde Staten                                                  |
| Sceloporus woodi                                 | Stejneger, 1918                        | Mexico                                                                    |
| Sceloporus zosteromus                            | Cope, 1863                             | Verenigde Staten                                                          |